# Brad Jacobs
Bradley „Brad“ Jacobs (* 11. Juni 1985 in Sault Ste. Marie, Ontario) ist ein kanadischer Curler und Olympiasieger. Er spielt auf der Position des Skip.

## Karriere
Jacobs gewann 2013 für Northern Ontario die kanadische Meisterschaft The Brier durch einen Finalsieg über das Team der Provinz Manitoba um Skip Jeff Stoughton. Mit seinem Team (Third: Ryan Fry, Second: E.J. Harnden, Lead: Ryan Harnden) vertrat Jacobs daraufhin Kanada bei der Weltmeisterschaft 2013 in Victoria, British Columbia. Dort gelang ihm nach einem Halbfinalsieg gegen die Schotten um David Murdoch der Einzug ins Finale, das er jedoch gegen die schwedische Mannschaft von Niklas Edin verlor.
Im gleichen Jahr gewann er den kanadischen Auswahlwettbewerb für die Olympischen Winterspiele 2014 in Sotschi, nachdem er in der Round Robin ungeschlagen geblieben war und im Finale das für British Columbia antretende Team von John Morris schlagen konnte. In Sotschi schlug das kanadische Team im Halbfinale die Chinesen um Skip Liu Rui und gewann nach einem Sieg im Finale gegen Großbritannien (Skip: David Murdoch) die Goldmedaille. 
Jacobs spielt mit seinem Team auf der World Curling Tour und hat mehrere Wettbewerbe gewonnen.